# Thamürisz
Thamürisz a görög mitológiában Philammon és Argiopé nimfa fia. Trák énekes, aki annyira büszke volt tehetségére, hogy versenyre hívta ki a múzsákat. A versenyt elvesztette, ezért a múzsák megvakították, és megfosztották költői tehetségétől, és a kitharajáték képességétől.
A történetet elbeszéli Euripidész a Rhészuszban, szerepel az Apollodórosznak tulajdonított Bibliothékában, és az Iliasz kommentárjaiban. Ezek tovább részletezik a történetet, amiben Thamürisz azzal az igénnyel lépett fel, hogy együtt hálhasson minden múzsával (az egyik változat szerint), vagy hogy feleségül vehesse az egyiküket (a másik változat szerint), és hogy még a halála után is megbüntették ezért. A történet azt mutatja be, hogy a költői tehetséget, mint isteni adományt, az istenek vissza is vehetik.
Diodórosz szerint Linosznak, a mitikus énekesnek három tanítványa volt: Héraklész, Thamürisz, Orpheusz, ami bele is illik a kronológiába. Az idősebb Plinius szerint Thamürisz találta fel a dór stílust, és az énekkíséret nélküli kitharajátékot. Plutarkhosz egy elveszett eposzt is tulajdonít neki, a Titanomakhiát.
Azt is mondják, hogy ő volt az első férfi, akinek férfi szeretője volt. Ezt a szeretőjét Hüakinthosznak hívták.
Timarete görög festőt szintén nevezték Thamürisznek. Egy thébait is így hívtak, akit Aktor ölt meg.
Az Antarktiszhoz tartozó Anvers-szigeti Thamürisz gleccsert erről az énekesről nevezték el.